# Heinrich Gotthold Münchmeyer
Heinrich Gotthold Münchmeyer (29. června 1836, Lauterbach, Sasko – 6. dubna 1892, Davos, Švýcarsko) byl německý nakladatel a vydavatel především kolportážních románů.

## Život a dílo
Vyrůstal v Horní Lužici a původně byl tesařský tovaryš a vesnícký muzikant. Roku 1862 založil v Drážďanech se svým starším bratrem Friedrichem Louisem (1829–1897) Nakladatelský a kolportážní obchod, který se postupně stal jedním z největších podniků Německé říše s filiálkami v Berlíně a Hamburku. Mezi autory, kteří pro Münchmeyera pracovali, patřili především Friedrich Axmann, Gustav Adolph Berthold, Valeska von Gallwitz, Robert Kraft, Rudolf Kürbis a Karel May.
Kromě kolportážních románů (vyšlo jich více než sedmdesát) vydával Münchmeyer také celou řadu časopisů,
- Der Beobachter an der Elbe (Pozorovatel na Labi), týdeník s podtitulem Zábavné listy pro každého (Unterhaltungsblätter für Jedermann) vycházel v letech 1874–1875, redigoval Karel May,
- Schacht und Hütte (Šachta a hutě), týdeník, vycházející v letech 1875–1876, byl určen horníkům, hutníkům a strojírenským dělníkům a vycházely v něm biografické, historické a populárně-vědecké články, morálně poučná pojednání a různé zajímavosti, redigoval Karel May,
- Deutsches Familienblatt (Německý rodinný list), s podtitulem Týdenník pro mysl a duši a k zábavě pro každého Wochenschrift für Geist und Gemüth zur Unterhaltung für Jedermann) vycházel v letech 1875–1877, redigoval Karel May,
- Feierstunden am häuslichen Heerde (Sváteční chvíle u domácího krbu), týdeník s podtitulem Beletristický zábavný list pro všechny stavy (Belletristisches Unterhaltungs-Blatt für alle Stände) vycházel v letech 1876–1877, redigoval Karel May,
- Deutscher Wanderer (Německý poutník), vycházel v letech 1877–1885.

Po Münchmeyerově smrti během lázeňského pobytu ve švýcarském Davosu, kde se léčil na tuberkulózu plic, převzala podnik jeho manželka Pauline, která jej roku 1899 prodala se všemi právy nakladateli Adalbertu Fischerovi.

## Münchmeyer a Karel May
Vedle Roberta Krafta byl Karel May nejvýznamnějším Münchmeyerovým spolupracovníkem. Jejich spolupráce začala v březnu roku 1875, kdy May začal redigovat Münchmeyerův časopis Der Beobachter an der Elbe a vydal v něm svá první díla, novelu Vanda a povídku Gitano. V časopise Schacht und Hütte vydal svá Zeměpisná kázání (Geographische Predigten), v Deutsches Familienblatt své první dobrodružné příběhy Inn-nu-woh, indiánský náčelník a Old Firehand s také několik humoresek. V týdeníku Feierstunden am häuslichen Heerde pak vyšel Mayův první, na objednávku Münchmeyera napsaný, časopisecký román Poslední cesty obou Quitzowů. Kromě toho k tisku redakčně připravil publikaci Kniha lásky (1876, Das Buch der Liebe), ve které podstatně doplnil a rozvinul texty jiných autorů.
Spolupráce Maye a Münchmeyera, přerušená roku 1877, byla obnovena roku 1882, kdy May přijal Münchmeyerovu nabídku na dodání románu o rozsahu sto sešitů po 24 stranách. Podmínky včetně vydavatelských práv byly dohodnuty pouze ústně, což později přineslo Mayovi mnoho vážných problémů. Na základě této dohody a dalších podobných dohod napsal May pro Münchmeyera v letech 1882–1888 pět kolportážních románů, které od roku 1901 znovu přes Mayův výslovný zákaz vydával nový vlastník firmy Adalbert Fisscher. Jde o tyto romány:
- Lesní Růže aneb Pronásledování kolem světa (1882–1884, Das Waldröschen oder Die Rächerjagd rund um die Erde), vydáno pod pseudonymem kapitán Ramon Diaz de la Escosura,
- Hulánova láska (1883–1885, Die Liebe des Ulanen), vydáno pod Mayovým jménem časopisecky v Deutscher Wanderer, takže de facto o kolportážní román nejde,
- Ztracený syn aneb Kníže bídy (1884–1886, Der verlorene Sohn oder Der Fürst des Elends), vydáno anonymně,
- Německá srdce, němečtí hrdinové (1885–1888, Deutsche Herzen, deutsche Helden), vydáno anonymně,
- Cesta za štěstím, román ze života Ludvíka II, (1886–1888, 'Der Weg zum Glück, Roman aus dem Leben Ludwig des Zweiten von Baiern), vydáno pod Mayovým jménem.

Kromě vyše uvedených románů napsal May pro Münchmeyera ještě část románu Dalila (Delila). Začal na něm pracovat roku 1886, ale pak dal přednost práci na románu Cesta za štěstím. Román nebyl dokončen, nikdy nevyšel a jeho rukopis byl pravděpodobně samotným autorem zničen poté, co jej Adalbert Fischer použil jako důkaz, že May psal nemorální věci.